# BMC Tournament 1973 - Doppio
Il doppio del BMC Tournament 1973 è stato un torneo di tennis facente parte del Virginia Slims Circuit 1973.
Rosie Casals e Julie Heldman hanno battuto in finale Margaret Court e Lesley Hunt per walkover.
Margaret Court si è ritirata per un infortunio al polpaccio.

## Teste di serie
1. Margaret Court /  Lesley Hunt (finale)

1. Rosie Casals /  Julie Heldman (Campionesse)

## Tabellone

### Legenda
| - Q = Qualificato - WC = Wild card - LL = Lucky loser | - ALT = Alternate - SE = Special Exempt - PR = Protected Ranking | - w/o = Walkover - r = Ritirato - d = Squalificato |

|  | Quarti di finale             | Quarti di finale               | Quarti di finale               | Quarti di finale | Quarti di finale |  |  | Semifinali                   | Semifinali                   | Semifinali                   | Semifinali                 | Semifinali                 |                            |     | Finale                     | Finale                     | Finale                     | Finale                     | Finale |  |
|  |                              |                                |                                |                  |                  |  |  |                              |                              |                              |                            |                            |                            |     |                            |                            |                            |                            |        |  |
|  | 1                            | Margaret Court Lesley Hunt     | Margaret Court Lesley Hunt     | 6                | 6                |  |  |                              |                              |                              |                            |                            |                            |     |                            |                            |                            |                            |        |  |
|  |                              | Betty Ann Hansen Laura Rossouw | Betty Ann Hansen Laura Rossouw | 2                | 3                |  |  | Margaret Court Lesley Hunt   | Margaret Court Lesley Hunt   | Margaret Court Lesley Hunt   | 6                          | 6                          |                            |     |                            |                            |                            |                            |        |  |
|  | Françoise Dürr Betty Stöve   | Françoise Dürr Betty Stöve     | Françoise Dürr Betty Stöve     | 7                | 6                |  |  | Françoise Dürr Betty Stöve   | Françoise Dürr Betty Stöve   | Françoise Dürr Betty Stöve   | 3                          | 2                          |                            |     |                            |                            |                            |                            |        |  |
|  | Tory Fretz Kathy Kuykendall  | Tory Fretz Kathy Kuykendall    | Tory Fretz Kathy Kuykendall    | 6                | 2                |  |  |                              |                              |                              |                            |                            |                            |     | Margaret Court Lesley Hunt | Margaret Court Lesley Hunt | Margaret Court Lesley Hunt | Margaret Court Lesley Hunt |        |  |
|  | Nancy Gunter Karen Krantzcke | Nancy Gunter Karen Krantzcke   | 3                              | 6                | 7                |  |  |                              |                              | Rosie Casals Julie Heldman   | Rosie Casals Julie Heldman | Rosie Casals Julie Heldman | Rosie Casals Julie Heldman | w/o |                            |                            |                            |                            |        |  |
|  | Kerry Harris Kerry Melville  | Kerry Harris Kerry Melville    | 6                              | 2                | 6                |  |  | Nancy Gunter Karen Krantzcke | Nancy Gunter Karen Krantzcke | Nancy Gunter Karen Krantzcke | 2                          | 2                          |                            |     |                            |                            |                            |                            |        |  |
|  | 2                            | Rosie Casals Julie Heldman     | 6                              | 4                | 6                |  |  | Rosie Casals Julie Heldman   | Rosie Casals Julie Heldman   | Rosie Casals Julie Heldman   | 6                          | 6                          |                            |     |                            |                            |                            |                            |        |  |
|  |                              | Wendy Overton Val Ziegenfuss   | 2                              | 6                | 2                |  |  |                              |                              |                              |                            |                            |                            |     |                            |                            |                            |                            |        |  |